# Anchietea peruviana
Anchietea peruviana är en violväxtart som beskrevs av Melch.. Anchietea peruviana ingår i släktet Anchietea och familjen violväxter. Inga underarter finns listade i Catalogue of Life.